# Pierre de La Chanonie
Pierre de la Chanonie (Pierre, Abel, Louis Chappot de La Chanonie dit)  né le 26 septembre 1898 à  Saint-Florent-des-Bois et mort le 27 août 1990 à Challans, est un prélat français, évêque de Clermont de 1953 à 1974.

## Biographie
Après avoir rejoint le séminaire français de Rome et l'université pontificale grégorienne, il est ordonné prêtre le 19 septembre 1925. Il est directeur des œuvres diocésaines du diocèse de Poitiers (1938), puis curé-doyen de Saint-Maixent-l'École (1945), enfin supérieur du grand séminaire de Poitiers (1950) ; il collabore à la revue La Pensée catholique de l'abbé Luc Lefèvre.
Il est évêque de Clermont-Ferrand de 1953 à 1973. Il prend part au concile Vatican II.
Il accueille favorablement la création de la fraternité sacerdotale Saint-Pie-X (FSSPX) en 1979 et apporte son soutien à l’abbé Paul Aulagnier quand celui-ci la rejoint.
À la retraite, il rejoint sa Vendée natale et se retire à Saint-Jean-de-Monts et il meurt le 27 août 1990 à Challans. Il est enterré dans sa ville natale à Saint-Jean-de-Monts.

## Distinctions
- Chevalier de la Légion d'honneur.
- Croix de guerre 1914-1918.

## Sources
- Philippe Levillain, Cent cinquante ans au cœur de Rome, 2004.